# Skagen Klitplantage
Skagen Klitplantage, anlagt 1888, er en statsejet plantage beliggende umiddelbart  sydvest for Skagen, dækker et område på 1.394 ha skiftende mellem skov- og klitarealer.  859 hektar skov i Skagen Klitplantage blev i 2018 udpeget til ny urørtnåletræsplantage så hele plantagen er urørt skov. 
Plantagen er en del af Natura 2000-område nr. 2 Råbjerg Mile og Hulsig Hede.
Der findes flere afmærkede vandrestier i området og plantagen gennemløbes af Hulsigstien, en asfalteret cykel- og vandresti som er en del af vestkyststien.

## Naturbrand
Den 14. juli 2025 udbrød der stor brand i Skagen Klitplantage nær Den tilsandede kirke. Brandfolk fra Skagen, Ålbæk, Frederikshavn, Sindal, Brønderslev, Hirtshals, Hjørring, Aabybro, Dronninglund, Hals og Beredskabsstyrelsen i Thisted, Herning, Haderslev, Næstved og Allinge blev tilkaldt for at hjælpe med at slukke branden.

## Flora
Området er dækket af et rigt udvalg af træer og klitbeplantninger, blandt andet bjergfyr, skovfyr, sitkagraner, eg, birk og  bøg samt i klitterne af sand-hjælme og marehalm.  Der er et rigt planteliv bl.a.  mange, og flere sjældne lav-arter.

## Seværdigheder
- Den tilsandede kirke
- Postmesterens bakke
- Rødstens Klit
- Sandmilen